# Militärinstitut für Kraftfahrzeugwesen
Das Militärinstitut für Kraftfahrzeugwesen in Rjasan (russisch Военный автомобильный институт) ist die größte und eine der ältesten Militäringenieurhochschulen für Kraftfahrzeugwesen Russlands. Sie wurde 1940 gegründet.
Am 26. März 1994 wurde die Militäringenieurhochschule in Militärinstitut für Kraftfahrzeugwesen umbenannt, und seit dem 17. September 2003 trägt dieses Militärinstitut den Namen des Armee-Generals Dubinin.